# Елена Мекленбург-Шверинская
Елена Мекленбург-Шверинская (нем. Helene Luise Elisabeth zu Mecklenburg-Schwerin, фр. Hélène de Mecklembourg-Schwerin, duchesse d’Orléans; 24 января 1814, Людвигслюстский дворец, Герцогство Мекленбург-Шверин — 17 мая 1858, Ричмонд-апон-Темс, Большой Лондон) — принцесса Мекленбург-Шверинская, жена наследника французского престола Фердинанда Филиппа, герцога Орлеанского, сына короля Луи-Филиппа.

## Биография
Елена Луиза — дочь принца Фридриха Людвига (1778—1819) и его супруги, принцессы Каролины Луизы Саксен-Веймар-Эйзенахской (1786—1816), третьей дочери великого герцога Карла Августа и принцессы Луизы Гессен-Дармштадтской.
Французская королевская семья остановилась на кандидатуре принцессы как невесты наследника престола после долгих и безуспешных поисков.
Свадьба Елены и Фердинанда Филиппа Орлеанского состоялась 30 мая 1837 года в Фонтенбло. Выйдя замуж за принца-католика, Елена сохранила свою принадлежность к лютеранской церкви. В браке у супругов было двое сыновей:
- Луи-Филипп (1838—1894), граф Парижский;
- Робер (1840—1910), герцог Шартрский.

Герцогиня разделяла либеральные взгляды своего супруга и его популярность. Елена, также как и Фердинанд Филипп, покровительствовала деятелям искусства и литературы.
После революции 1848 года, отречения и бегства Луи-Филиппа вместе с герцогом Немурским в палате депутатов заявила права на престол от имени своего старшего сына, графа Парижского. Дебаты в палате были прерваны появлением восставших, после чего была провозглашена республика. В эмиграции герцогиня Орлеанская решительно выступала против альянса с Бурбонами.
Ухаживая за больным сыном, заразилась гриппом и умерла 17 мая 1858 года. Похоронена в семейной усыпальнице Орлеанской династии в Дрё рядом с мужем в отдельной часовне.